# Detroit vs. Everybody
«Detroit Vs. Everybody» — второй сингл (третий — европейского издания) с компиляции ShadyXV, записанный американским рэпером Эминемом совместно с Big Sean, DeJ Loaf, Royce da 5'9", Danny Brown и Trick-Trick. Продюсером сингла выступил Statik Selektah.

Обложка официального ремикса сингла

## Ремикс
10 декабря 2014 года Shady Records опубликовал на сайте SoundCloud шестнадцатиминутный ремикс сингла, записанный  рэперами из Детройта: Trick Trick, Dej Loaf, Guilty Simpson, Black Milk, Sino, Marv Won, Payroll, Hydro (рэпер), Big Gov, Boldy James, Kid Vishis, Big Herk, Icewear Vezzo, Detroit Che, Calicoe и Diezel.